# Adelzon Alves
Adelzon Alves (Cornélio Procópio, 5 de setembro de 1939) é um jornalista, radialista e produtor.

## Biografia
A família de seu pai, composta por agricultores, é originária do interior de Minas Gerais. Foi ambientado desde criança na música popular através do pai, Antônio Damasceno Alves, vereador pelo distrito de Congonhas, no município de Cornélio Procópio. Seu pai era admirador e incentivador das bandas de música da cidade. Outro que influenciou em seu gosto musical foi um tio, irmão de seu pai, que participou e incentivou grupos de Folia de Reis da região. Passou a infância assistindo à preparação das festas de Folia de Reis da cidade, além dos ensaios e apresentações das bandas de música. Participou, quando menino e adolescente, de shows musicais escolares. Outras influências importantes foram as dos professores Gilda Poli, de História, e José Gomes, de Geografia, que influenciaram sua consciência e visão política e cultural. Quando começou a atuar na ZYR-5, rádio de Cornélio Procópio, teve bastante influência do radialista Marcos Alberto, que lhe transmitiu a percepção musical apurada, a análise das músicas, das letras, os arranjos, além de noções de programação musical.

## Atividade específica
Aos 19 anos, iniciou seu primeiro trabalho como radialista na rádio de Cornélio Procópio, já com a intenção de prestigiar a cultura brasileira.
Em 1962, deixou sua cidade natal indo para Curitiba. Lá, trabalhou na Rádio Guairacá e na Rádio Cruzeiro do Sul, onde conviveu com Euclides Cardoso, outro radialista experiente que também o influenciou na definição da sua visão de trabalho em rádio, pautado na valorização da música brasileira.
Em 1964, foi para o Rio de Janeiro, onde passou a trabalhar na Rádio Globo como locutor noticiarista em programas como "O seu redator chefe" e "O Globo no ar" e como locutor comercial no programa de Abelardo Barbosa, o Chacrinha, no qual prevalecia a música da Jovem Guarda. Nesse período, ficava atento ao que acontecia fora do programa do Chacrinha, especialmente nos movimentos musicais que surgiam, como o Teatro Jovem, o CPC da UNE, o Beco das Garrafas e o Grupo Opinião, no qual se destacaram Nara Leão, Zé Keti e Eliseth Cardoso, entre outros, além da Bossa Nova, que cada vez mais ganhava espaço. De todos esses movimentos, sua atenção se deteve no movimento do samba, que acontecia fora do circuito universitário e da Zona Sul da cidade do Rio de Janeiro, como o Zicartola.
Em 1966, começou a ter seu próprio programa, "Amigo da madrugada", na Rádio Globo, de meia-noite às 4 da manhã. Passou a contactar com artistas do morro como Cartola, Candeia, Nelson Cavaquinho, Zagaia, Silas de Oliveira, Dona Ivone Lara, Geraldo Babão, Djalma Sabiá e demais compositores de samba, como Paulinho da Viola e Martinho da Vila. No mesmo período, começou um trabalho pioneiro de abrir espaço do rádio aos compositores do morro, só precedido pelo radialista Salvador Batista, na Rádio Tupi.
Em seu programa "Amigos da madrugada", iniciou um movimento de valorização do compositor do morro. Com aguda sensibilidade para intuir sucessos certeiros no gosto popular, foi responsável pela divulgação de clássicos da música popular dos anos 70, como "Foi um rio que passou em minha vida", de Paulinho da Viola, e "O pequeno burguês", de Martinho da Vila. Os dois compositores foram aconselhados pelo radialista a trabalharem a divulgação das referidas faixas de seus discos lançados naquela ocasião.
O grande sucesso obtido por essas composições marcou seu programa, na fase inicial de seu trabalho como radialista. Em função desses dois sucessos, foi convidado para ser produtor de disco da cantora Clara Nunes, obtendo grande sucesso.
Lançou João Nogueira, Roberto Ribeiro, depois Dona Ivone Lara e Wilson Moreira da Portela. Também dirigiu o trio "Os Tincoans", que gravou "Cantos Afros" autênticos, em iorubá arcaico.
Como radialista, fez um programa com Jackson do Pandeiro no início dos anos 70, provocando um reaquecimento da música nordestina na época. Jackson do Pandeiro permaneceu durante oito anos no programa, levando ocasionalmente novas gravações de Luiz Gonzaga, entre outros.
Em 1982, passou também a apresentar o programa "Fole e viola", na Rádio MEC, que tem como objetivo divulgar a música regional autêntica das várias regiões brasileiras, do Rio de Janeiro ao Amazonas, recebendo artistas dessas regiões. Apresenta também, na Rádio MEC, o programa "MPB de Raiz", dando espaço aos compositores de samba autêntico e valorizando o compositor brasileiro ligado às raízes culturais nacionais. O programa "Amigo da madrugada" permaneceu na Rádio Globo até 1990.
Durante quase todos seus programas, apresentou ao vivo os compositores de samba sem espaço nas gravadoras, sambas-enredo que só ganharam gravação nos anos 70 e sambas de quadra. É incontável o número de compositores e cantores reconhecidos na música brasileira que foram divulgados por ele, entre os quais Alcione, em seu primeiro disco, Bezerra da Silva, Jorge Aragão, Elaine Machado, Fundo de Quintal, Mauro Diniz (filho de Monarco da Portela), Zeca Pagodinho e Jovelina Pérola Negra. Em relação a esses dois últimos, teve decisiva influência em seus lançamentos.
Autodidata em sua formação de jornalismo e radialismo, destaca-se por seu trabalho sempre voltado para a música popular brasileira, defendendo a preservação do espaço comercial e de execução da música para o músico brasileiro, de preferência aqueles voltados para as raízes nacionais. Tem dedicado todo seu trabalho de radialista e produtor de discos à defesa da conscientização de nossa cultura e do espaço de execução da autêntica música brasileira.
Em 2000, recebeu homenagem da Câmara dos Vereadores) do Rio de Janeiro, que fez sessão solene para lhe entregar o título de Cidadão Carioca, aprovado por unanimidade pela casa.
Em 2005, seu programa na Rádio MEC, de inquestionável popularidade, de consagrada qualidade e caráter visionário, aglomera artistas populares já renomados ao lado de expoentes mais novos que têm oportunidade de ver seu trabalho avaliado pelo experiente radialista. Atualmente está de volta a Rádio Nacional.